# Лусе (Іран)
Лусе (перс. لوسه) — село в Ірані, у дегестані Їлакі-є-Арде, у бахші Паре-Сар, шагрестані Резваншагр остану Ґілян. У переписі 2006 року вказане як окремий населений пункт, але без відомостей про чисельність населення.

## Клімат
Середня річна температура становить 10,53 °C, середня максимальна – 25,96 °C, а середня мінімальна – -6,03 °C. Середня річна кількість опадів – 416 мм.
| Клімат поселення                              | Клімат поселення | Клімат поселення | Клімат поселення | Клімат поселення | Клімат поселення | Клімат поселення | Клімат поселення | Клімат поселення | Клімат поселення | Клімат поселення | Клімат поселення | Клімат поселення | Клімат поселення |
| Показник                                      | Січ.             | Лют.             | Бер.             | Квіт.            | Трав.            | Черв.            | Лип.             | Серп.            | Вер.             | Жовт.            | Лист.            | Груд.            |                  |
| Середній максимум, °C                         | 6,29             | 6,44             | 8,45             | 14,42            | 20,02            | 24,46            | 25,96            | 25,63            | 21,43            | 18,32            | 11,48            | 6,96             |                  |
| Середня температура, °C                       | 0,14             | 0,27             | 2,28             | 8,27             | 13,86            | 18,31            | 21,53            | 21,22            | 17,01            | 13,89            | 7,06             | 2,54             |                  |
| Середній мінімум, °C                          | −6,03            | −5,89            | −3,86            | 2,11             | 7,71             | 12,14            | 17,11            | 16,79            | 12,58            | 9,47             | 2,63             | −1,88            |                  |
| Норма опадів, мм                              | 34               | 33               | 52               | 56               | 41               | 19               | 12               | 14               | 28               | 43               | 38               | 46               |                  |
| Середньомісячна швидкість вітру, м/с          | 2.10             | 2.60             | 2.56             | 2.66             | 2.25             | 2.08             | 2.32             | 2.22             | 1.90             | 1.93             | 2.04             | 2.10             |                  |
| Середньомісячна сонячна радіація, кДж/м²·день | 7374             | 9876             | 12066            | 16160            | 20111            | 22852            | 23374            | 20086            | 16973            | 11996            | 8946             | 7009             |                  |
| --------------------------------------------- | ---------------- | ---------------- | ---------------- | ---------------- | ---------------- | ---------------- | ---------------- | ---------------- | ---------------- | ---------------- | ---------------- | ---------------- | ---------------- |
| Джерело:                                      |                  |                  |                  |                  |                  |                  |                  |                  |                  |                  |                  |                  |                  |